# Vitalij Parchimovitj
Vitalij Michajlovitj Parchimovitj (ryska: Виталий Михайлович Пархимович), född 17 juni 1943 i Rjazan i dåvarande Ryska SFSR i Sovjetunionen, död 15 januari 1995, var en sovjetisk sportskytt.
Han blev olympisk bronsmedaljör i gevär vid sommarspelen 1968 i Mexico City. Han var niofaldig världsmästare och trettonfaldig europamästare samt artonfaldig mästare i Sovjetunionen.